# ریکاردو بوئنو
ریکاردو بوئنو (به پرتغالی: Ricardo Bueno da Silva) مهاجم اهل برزیل است که در شهر سائوپائولو، ایالت سائوپائولو و در تاریخ ۱۵ اوت ۱۹۸۷ به دنیا آمده‌است.
ریکاردو بوئنو در تیم‌های فوتبال Nacional-PR سابقهٔ حضور دارد.